# دائرة المشروحة
دائرة المشروحة إحدى دوائر ولاية سوق أهراس الجزائرية، وتضم بلديتي المشروحة والحنانشة. سميت في فترة الاحتلال الفرنسي للجزائر بـ (بالفرنسية: LA VERDURE). تحوي عدة مناطق طبيعية جميلة وآثار من الحقبة الاستعمارية من أهمها المركز الرئيسي لقيادة القاعدة الشرقية من فترة حرب التحرير في دشرة المزرعة تحوي أكثر من 15000 نسمة كما تعتبر صلة الربط بين ولاية سوق أهراس وولاية عنابة.